# ويندسور (كاليفورنيا)
ويندسور (بالإنجليزية: Windsor)‏ هي إحدى مدن مقاطعة سونوما، كاليفورنيا. تم إعطاءها لقب مدينة في 1 يوليو، 1992.

## التركيبة السكانية
حدّد مكتب تعداد الولايات المتحدة بيانات التركيبة السكانية لويندسور في تعداد الولايات المتحدة. في ما يلي، التركيبة السكانية حسب تعدادي 2000 و2010.

### تعداد عام 2000
بلغ عدد سكان ويندسور 22,744 نسمة بحسب تعداد عام 2000، وبلغ عدد الأسر 7,589 أسرة وعدد العائلات 5,778 عائلة مقيمة في البلدة. في حين سجلت الكثافة السكانية 1,202.7 نسمة لكل كيلومتر مربع (3,115.0/ميل2). وبلغ عدد الوحدات السكنية 7,728 وحدة بمتوسط كثافة قدره 408.7 لكل كيلومتر مربع (1,058.5/ميل2).
وتوزع التركيب العرقي للبلدة بنسبة 79% من البيض و0.78% من الأمريكيين الأفارقة و1.48% من الأمريكيين الأصليين و2.29% من الأمريكيين ذوي الأصول الآسيوية و0.14% من سكان جزر المحيط الهادئ و12.42% من الأعراق الأخرى و3.89% من عرقين مختلطين أو أكثر و23.58% من الهسبانيون أو اللاتينيون من أي عرق.
بلغ عدد الأسر 7,589 أسرة كانت نسبة 46.2% منها لديها أطفال تحت سن الثامنة عشر تعيش معهم، وبلغت نسبة الأزواج القاطنين مع بعضهم البعض 63.8% من أصل المجموع الكلي للأسر، ونسبة 8.4% من الأسر كان لديها معيلات من الإناث دون وجود شريك،  بينما كانت نسبة 3.9% من الأسر لديها معيلون من الذكور دون وجود شريكة وكانت نسبة 23.9% من غير العائلات. تألفت نسبة 18.6% من أصل جميع الأسر من عدة أفراد يعيشون في نفس المنزل ونسبة 9.2% كانت تتألف من شخص يعيش بمفرده يبلغ من العمر 65 عاماً أو أكثر. وبلغ متوسط حجم الأسرة المعيشية 2.98، أما متوسط حجم العائلات فبلغ 3.40.
بلغ العمر الوسطي للسكان 35.2 عاماً. وكانت نسبة 30.8% من القاطنين تحت سن الثامنة عشر، وكانت نسبة 6.4% بين الثامنة عشر والرابعة والعشرين عاماً، ونسبة 31.8% كانت واقعةً في الفئة العمرية ما بين الخامسة والعشرين والرابعة والأربعين عاماً، ونسبة 19.7% كانت ما بين الخامسة والأربعين والرابعة والستين، ونسبة 10.9% كانت ضمن فئة الخامسة والستين عاماً فما فوق. يوجد لكل 100 أنثى 96.6 ذكر، ويوجد لكل 100 أنثى في الثامنة عشر من عمرها فما فوق 92.8 ذكر.
بلغ متوسط دخل الأسرة في البلدة 63,252 دولارًا، أما متوسط دخل العائلة فبلغ 67,992 دولارًا. وكان متوسط دخل الذكور 46,553 دولارًا مقابل 33,330 دولارًا للإناث. وسجل دخل الفرد الخاص بالبلدة 24,336 دولارًا. وكانت نسبة 2.9% من العائلات ونسبة 5.1% من السكان تحت خط الفقر، وكان من هؤلاء نسبة 5.6% تحت سن الثامنة عشر ونسبة 7.4% في الخامسة والستين من العمر وما فوق.

### تعداد عام 2010
بلغ عدد سكان ويندسور 26,801 نسمة بحسب تعداد عام 2010، وبلغ عدد الأسر 8,970 أسرة وعدد العائلات 6,708 عائلة مقيمة في البلدة. في حين سجلت الكثافة السكانية 1,417.3 نسمة لكل كيلومتر مربع (3,670.8/ميل2). وبلغ عدد الوحدات السكنية 9,549 وحدة بمتوسط كثافة قدره 505 لكل كيلومتر مربع (1,307.9/ميل2).
وتوزع التركيب العرقي للبلدة بنسبة 73.87% من البيض و0.85% من الأمريكيين الأفارقة و2.22% من الأمريكيين الأصليين و3.02% من الأمريكيين ذوي الأصول الآسيوية و0.19% من سكان جزر المحيط الهادئ و15.12% من الأعراق الأخرى و4.73% من عرقين مختلطين أو أكثر و31.76% من الهسبانيون أو اللاتينيون من أي عرق.
بلغ عدد الأسر 8,970 أسرة كانت نسبة 43.1% منها لديها أطفال تحت سن الثامنة عشر تعيش معهم، وبلغت نسبة الأزواج القاطنين مع بعضهم البعض 59.6% من أصل المجموع الكلي للأسر، ونسبة 10.1% من الأسر كان لديها معيلات من الإناث دون وجود شريك،  بينما كانت نسبة 5.1% من الأسر لديها معيلون من الذكور دون وجود شريكة وكانت نسبة 25.2% من غير العائلات. تألفت نسبة 19.4% من أصل جميع الأسر من عدة أفراد يعيشون في نفس المنزل ونسبة 9.4% كانت تتألف من شخص يعيش بمفرده يبلغ من العمر 65 عاماً أو أكثر. وبلغ متوسط حجم الأسرة المعيشية 2.98، أما متوسط حجم العائلات فبلغ 3.40.
بلغ العمر الوسطي للسكان 37.0 عاماً. وكانت نسبة 28% من القاطنين تحت سن الثامنة عشر، وكانت نسبة 8.3% بين الثامنة عشر والرابعة والعشرين عاماً، ونسبة 25.5% كانت واقعةً في الفئة العمرية ما بين الخامسة والعشرين والرابعة والأربعين عاماً، ونسبة 27.2% كانت ما بين الخامسة والأربعين والرابعة والستين، ونسبة 10.9% كانت ضمن فئة الخامسة والستين عاماً فما فوق. وتوزع التركيب الجنسي للسكان بنسبة 49.1% ذكور و50.9% إناث.

## أعلام
- باري ميلس
- ديفيد ميتشيل